# Jaciment arqueològic romà de Calella
El jaciment arqueològic romà de Calella és un  jaciment d'època romana protegit com a Bé Cultural d'Interès Local.
Està situat al costat de l'actual Hospital de Calella, hi havia una vil·la romana, datada del segle i, dedicada a la fabricació d'àmfores de vi del tipus tarraconense, però també de gerres i altres peces de ceràmica, algunes de les peces estan dipositades o exposades en el Museu Arxiu Municipal de Calella.

## Localització
Aquest jaciment se situa entre la riera de Calella i el desaparegut turó del Mujal on hi havia hagut fins al segle xix la capella del Roser, fet pel qual es coneix principalment amb aquests dos noms (jaciment del Mujal o jaciment del Roser o vil·la del Roser). Ocupa una important extensió de terreny que estava en l'època romana a prop de la platja, on ja hi havia hagut un assentament ibèric des del segle iv aC.

## Història
Les primeres dades sobre restes arqueològiques són del 1947, quan durant els treballs de modificació del traçat de la carretera N-II, es varen malmetre estructures de l'època romana. El 1957, varen aparèixer àmfores de producció local més a ponent, en una zona llavors ocupada per habitatges i equipaments d'ús turístic coneguda amb el nom de “Toyca”, les quals foren donades a conèixer uns anys després per Ricard Pascual en successius treballs.
El 2021 entra en polèmica pel projecte de construcció d'un supermercat Aldi a sobre del jaciment, tot i que quedaria el jaciment protegit, més ben dit, encapsulat entre columnes en el subsol de la construcció i sota gestió pública.

## Galeria

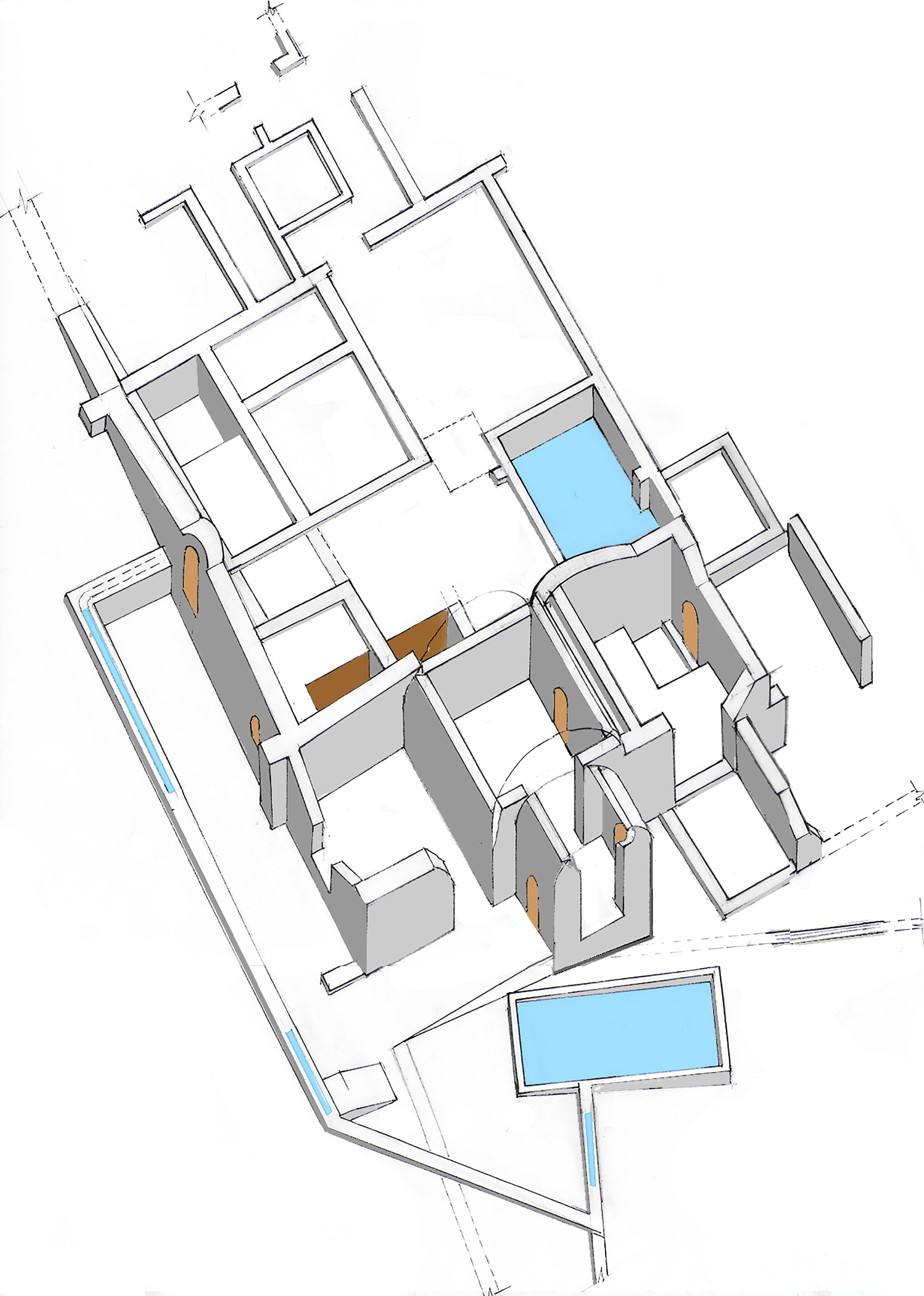
Axonometria del jaciment
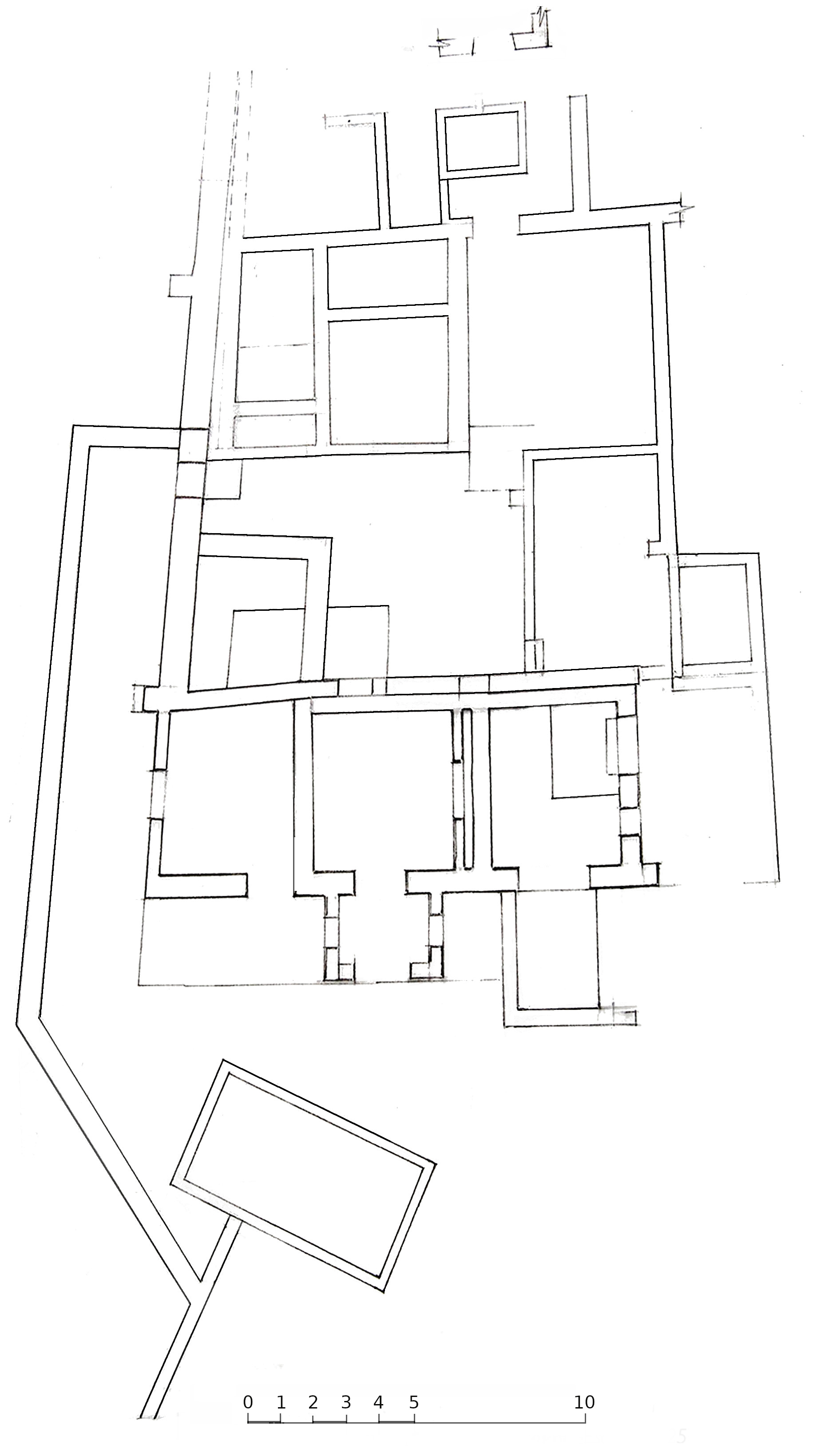
Planta del jaciment
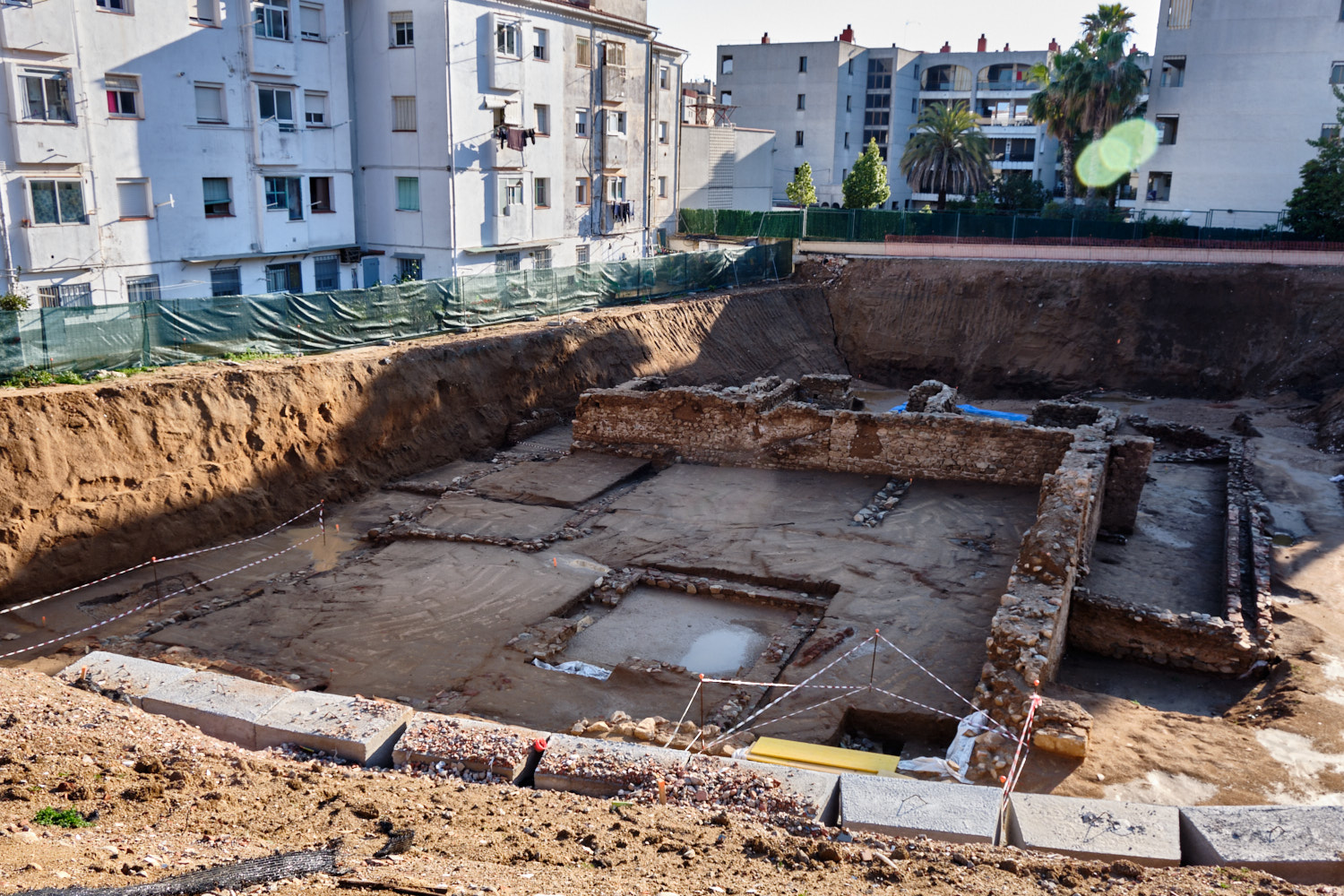
Vísta des de l'est de les ruïnes en direcció oest
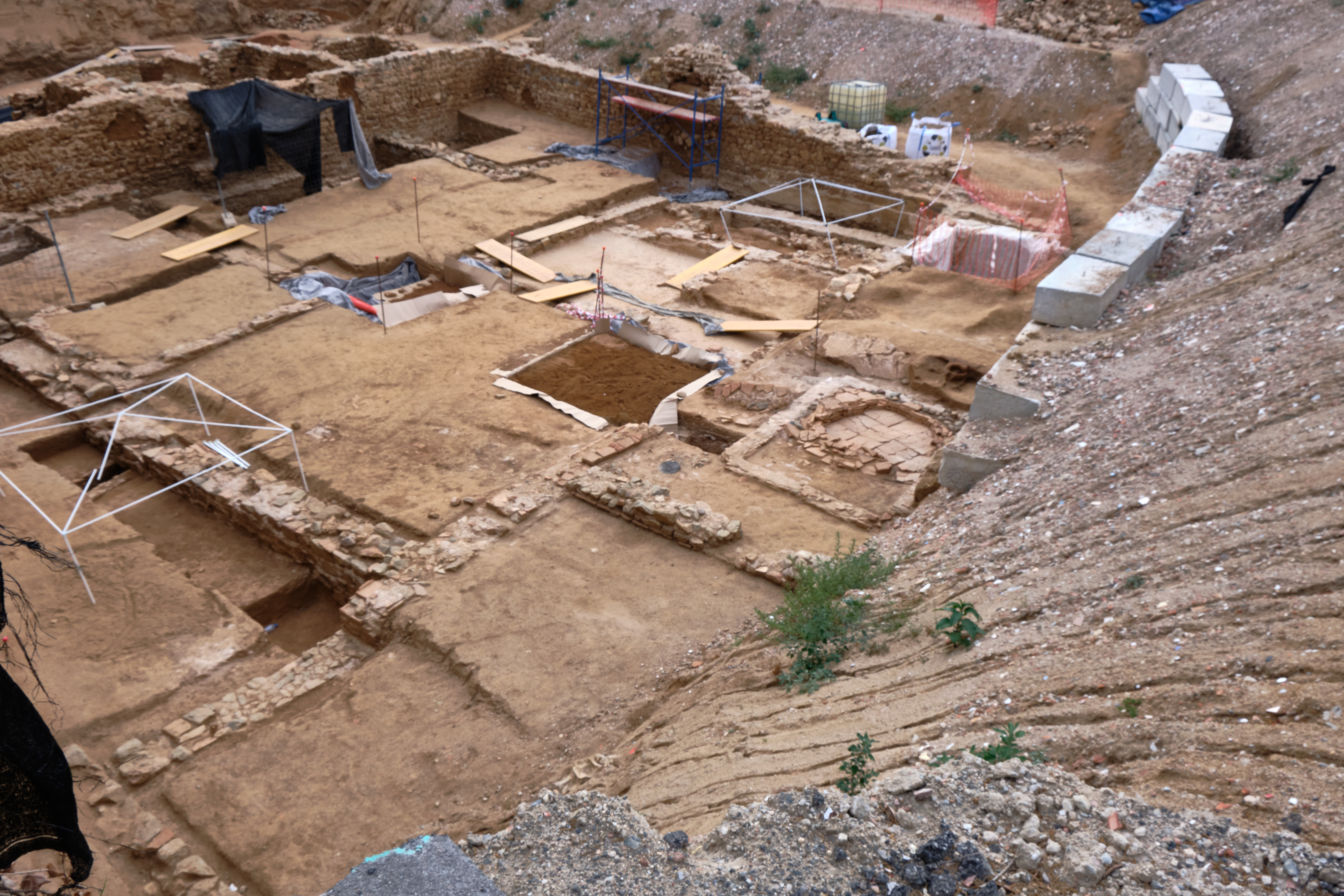
Vísta des del sud de les ruïnes en direcció nord.
- Vídeo des del sud de les ruïnes en direcció nord.
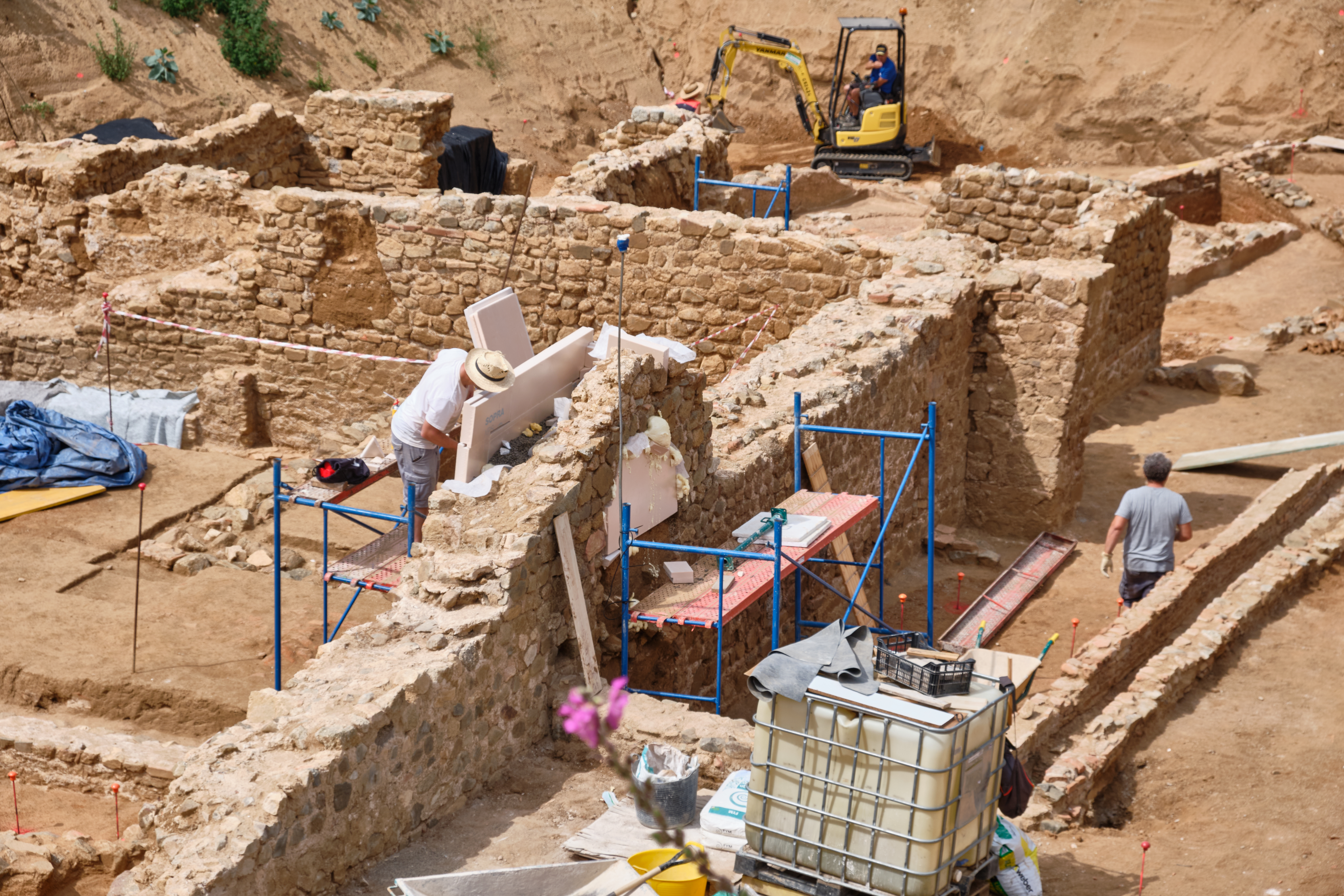
Protegint el mur de la porta nord.